# محمد طالب البوسطجي
محمد طالب محمد البوسطجي (1943 - 1994) شاعر عراقي - جزائري. ولد في مدينة البصرة. مجاز في اللغة العربية من كليّة الآداب في جامعة بغداد. غادر العراق إلى الجزائر واكتسب الجنسية الجزائرية واستقر فيها. نشر شعره في الصحف والمجلات الجزائرية وكتب الرواية والقصة القصيرة. من دواوينه الشعرية التسوّل في ارتفاع النّهار 1974 ومتاهات لا تنتهي 1990. 

## سيرته
ولد محمد طالب محمد البوسطجي في مدينة البصرة سنة 1943 ودرس في مدارسها ثم في كلية الآداب بجامعة بغداد وتخرج في قسم اللغة العربية.

غادر العراق إلى الجزائر عام 1968 حيث اكتسب الجنسية الجزائرية وتزوج وابنته هي صبا، أكاديمية وشاعرة. عمل مدرسًا بولاية جيجل. قرأ الكثير من التراث الشعري العربي مما أثرى حصيلته اللغوية وذوقه الفني. بدأ النشر - منذ فترة الدراسة - في الصحف والمجلات العراقية والعربية ثم وإلى النشر بعد ذلك، وكان له عمود ثابت في جريدة الشرق الجزائري.

كتب إلى جانب الشعر القصة القصيرة والرواية وقد نشر بعضاً منها في الصحف والمجلات الجزائرية. 

اغتيل في أكتوبر عام 1994 في الطاهير بشرق الجزائر  أو يقال في مدينة جيجل وهو في الطريق إلى زيارة صديقه عبد الإله الصائغ. وفي عام 2005 أصدر مدير العام للمكتبة الوطنية الجزائرية في بيان يعلن فيه أن المكتبة بصدد إصدار كتابٍ توثيقي عن الأديب العراقي "الشهيد محمد طالب البوسطجي"، ويطلب من كلّ ذي علاقة بهذا الأديب أن يقدم للمكتبة ما لديه من معلومات أو وثائق أو شهادات. 

## مؤلفاته
من دواوينه الشعرية:
- التسول في ارتفاع النهار، 1974
- متاهات لا تنتهي، 1990